# 白草山
白草山（しらくさやま）は、長野県木曽郡王滝村と岐阜県下呂市にまたがる阿寺山地（御嶽山系）の標高1,641 mの山。山域は1964年（昭和39年）3月3日に飛騨木曽川国定公園の指定を受けている。

## 概要
ゆるやかな円丘状の山容で、山頂付近は放牧場であった。上部にはモミやコメツガが分布し、山容部はクマザサに覆われササユリなどが点在する。ぎふ百山の一つに選定されている。南西山麓には200年近く前の江戸時代から湯治場とされている乗政温泉がある。広い平らな山頂からは間近に御嶽山を望むことができる。麓の下呂市では御嶽山の噴気孔が見える山として、「御嶽十二景」のポスターで紹介された。

## 登山
日帰りの登山やハイキング対象となる山で、登山適期は4月初旬から11月中旬頃で、冬には積雪がある。10月中旬頃にドウダンツツジなどが紅葉する。山頂に至る乗政、御廐野（みまやの）、鞍掛峠からの3コースの登山道が開設されている。山頂の南南東0.4 kmの御廐野からのコースと鞍掛峠からのコースの合流点に避難小屋とトイレが設置されている。山頂では360度の展望が得られ、東西に大きな裾野を広げる御嶽山の全容を間近くに望むことができる。その西側の稜線越しには、北ノ俣岳、薬師岳、黒部五郎岳、乗鞍岳の北アルプス（飛騨山脈）の山並み、遠く西には白山、東には小秀山、三国山、拝殿山、中央アルプス（木曽山脈）の恵那山などを望むことができる。麓の下呂町では毎年町民登山が行われていたこともあり、登山道はよく整備されている。白草山の登頂の際に、近くの北西にある箱岩山にも登られることがある。

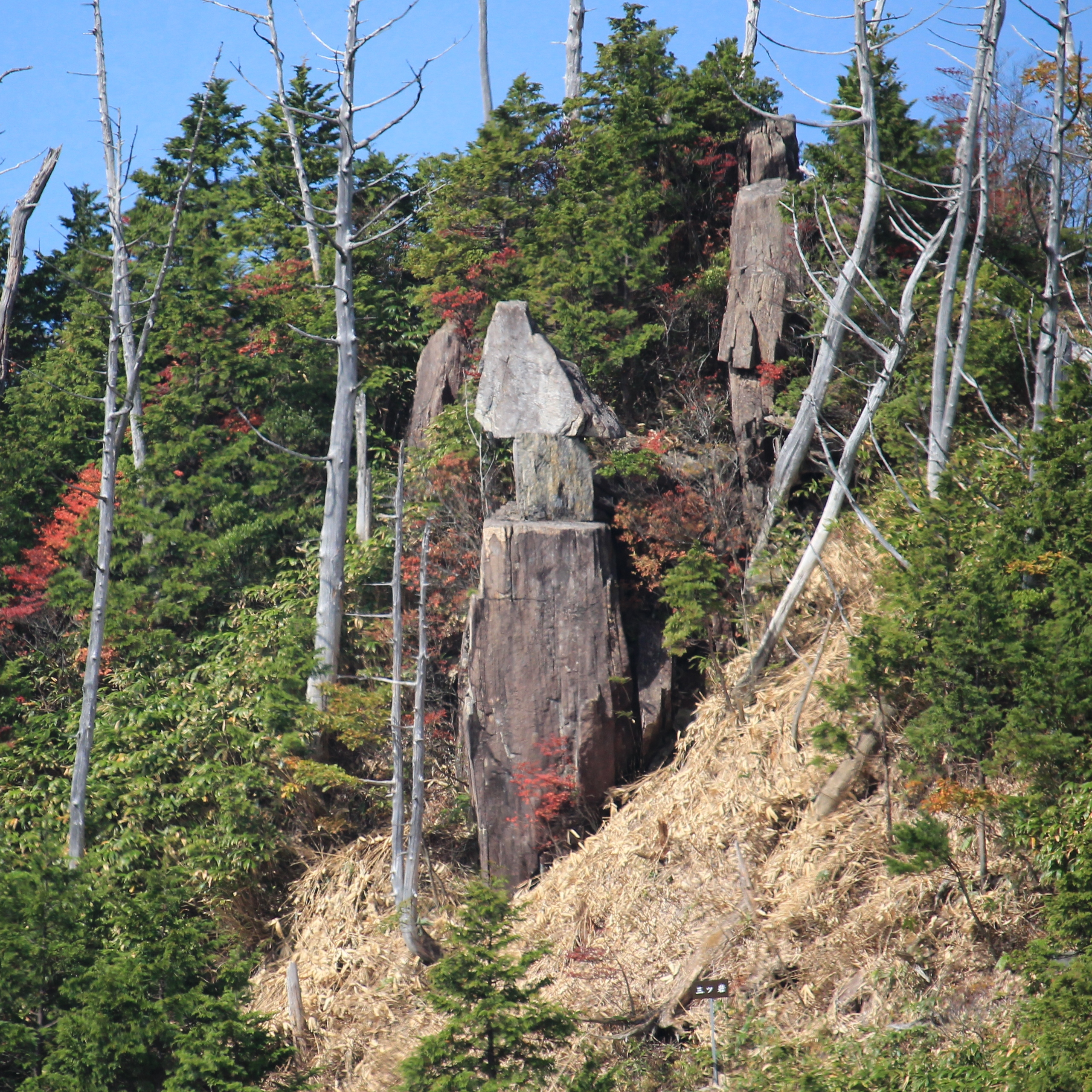
乗政からの登山道上部にある三ツ岩（岩が3段に積み重なった奇石）

### 乗政からのコース
登山口の乗政温泉バス停先の林道沿いには乗政キャンプ場があり、乗政大滝への遊歩道が整備されている。黒谷林道の入口となる分岐点にはゲートが設置されていて、一般車両の通行が禁止されている。その周辺には登山者用の駐車場がある。黒谷林道の上部に黒谷を渡る橋があり、水場となる。その先にヒノキの植林地の登山道となる。県境稜線の手前には大きな岩が縦に三つ積み重なった「三ツ岩」と呼ばれる奇石がある。県境稜線の合流点付近に小さな湿地がある。生い茂ったクマザサが刈られた高原状の道を進むなだらかな広い山頂に至る。5月上旬ごろには登山道脇でショウジョウバカマなどの花が見られる。
- 乗政温泉バス停 - 乗政キャンプ場 - 黒谷林道分岐 - 黒谷 - 尾根合流点 - 三ツ岩 - 県境稜線（箱岩山分岐点） - 白草山[3][5][7]

### 御廐野からのコース
下呂市御廐野の南側の尾根からのコースがある。

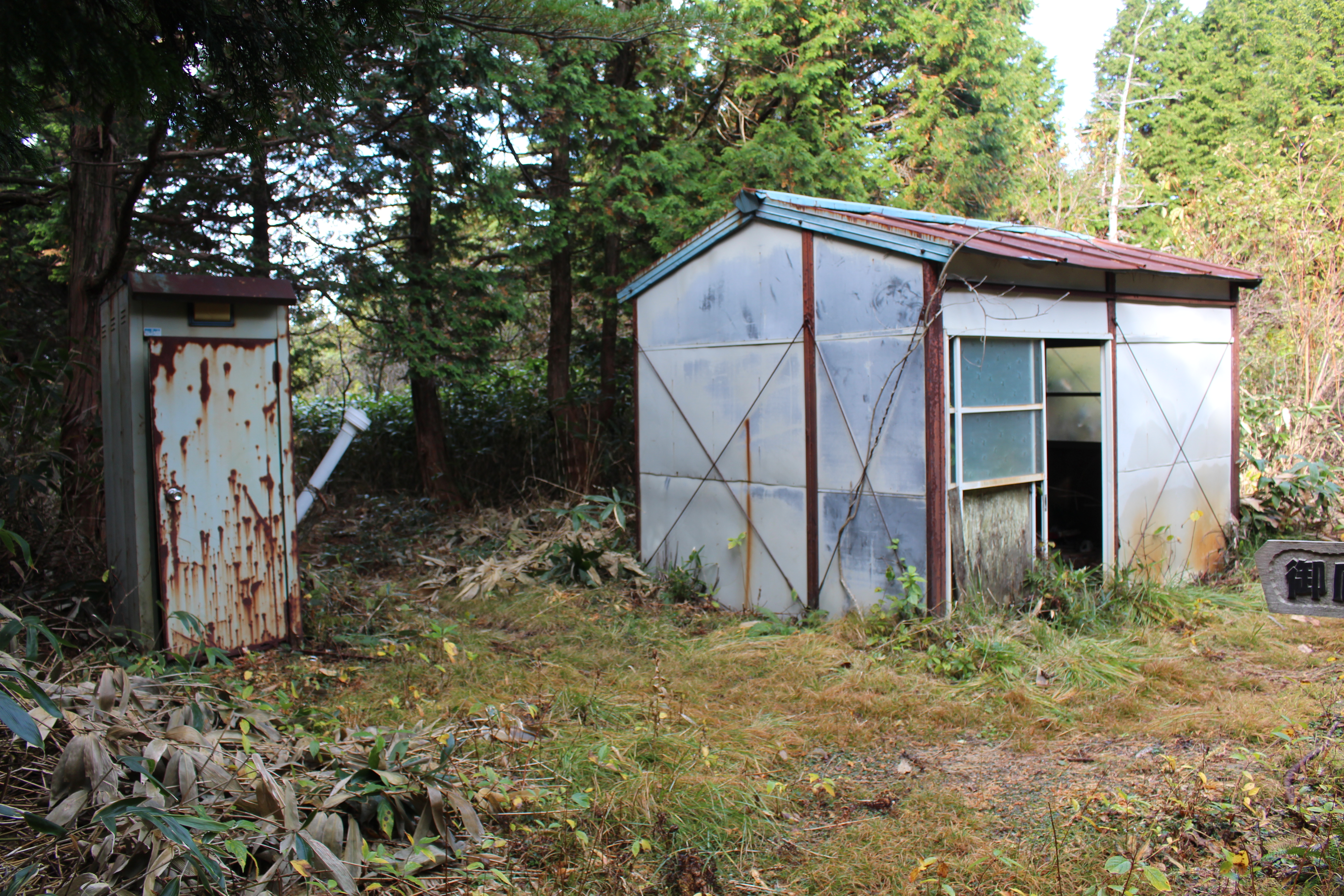
御廐野からの登山道上部の県境稜線合流部にある避難小屋

- 御廐野 - 御岳御廐野併用林道 - 登山道取付 - 天狗岩 - 水場下降点 - 県境稜線（避難小屋） - 白草山[3]

### 鞍掛峠からのコース
東山腹の長野県王滝村と岐阜県下呂市とを結ぶ御岳御廐野併用林道の県境に位置する鞍掛峠から、稜線伝いに白草山に至るコースがある。
- 鞍掛峠 - 避難小屋 - 白草山[3]

## 地理
御嶽山の南東に連なる阿寺山地の1峰で、山頂に三角点はないが、山頂の北西0.6 kmに隣接する箱岩山には三等三角点が設置されている。

### 周辺の主な山

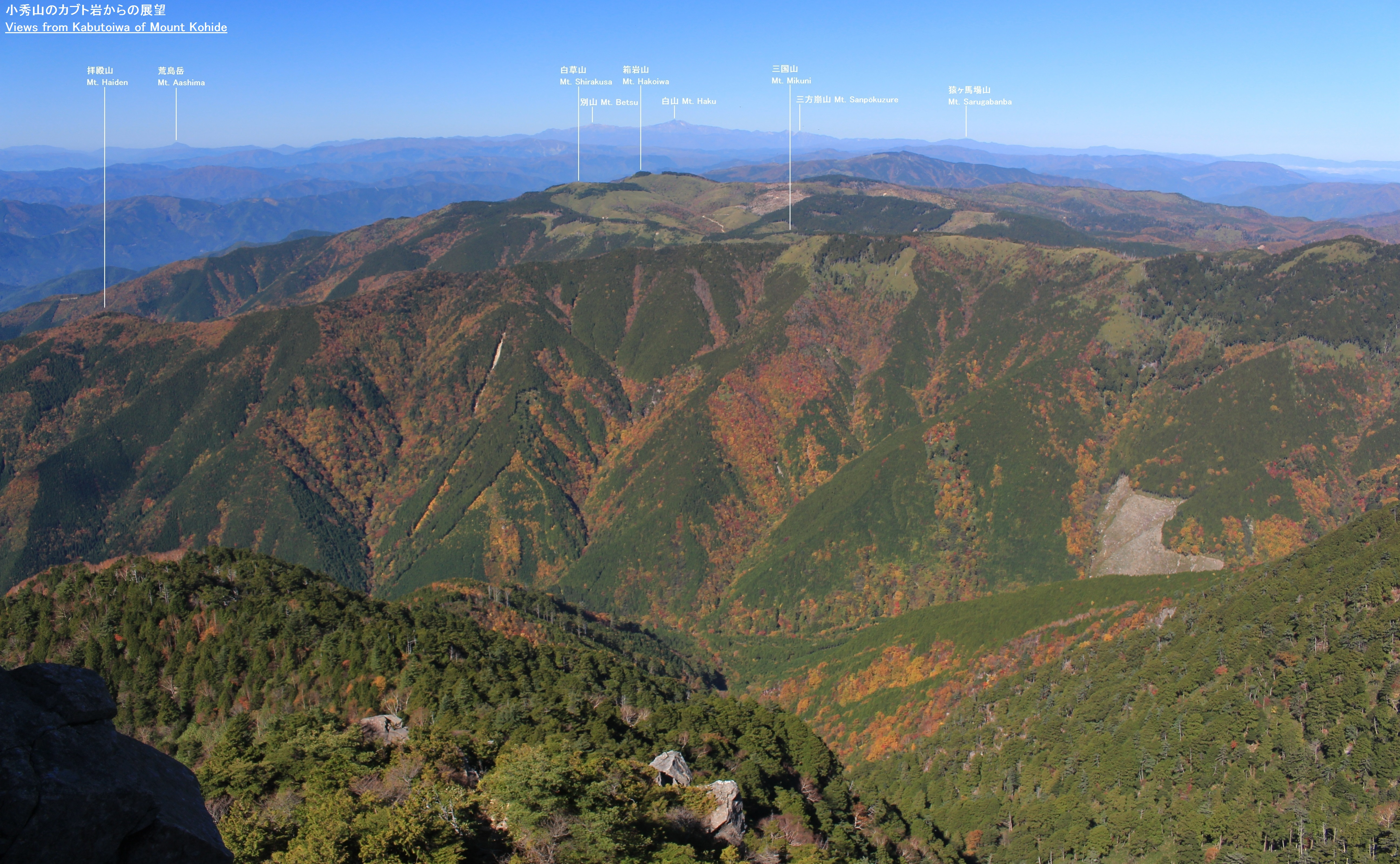
小秀山のカブト岩から望む白草山周辺の山並み（画像解説付き）

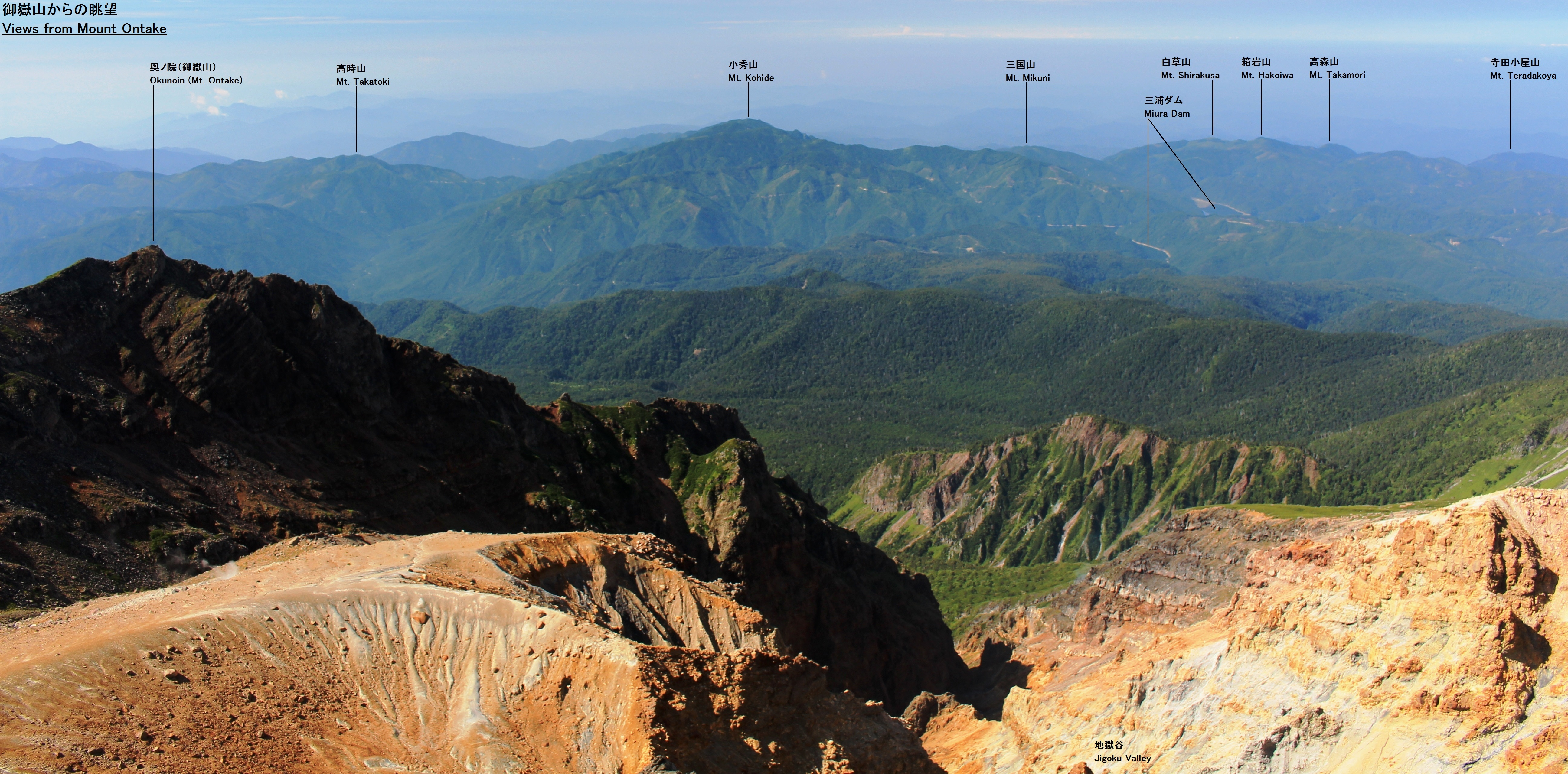
御嶽山から望む白草山周辺の山並み（画像解説付き）

| 山容 | 山名       | 標高(m)  | 三角点等級 基準点名              | 白草山からの 方角と距離(km) | 備考                                |
| --- | ---------- | -------- | -------------------------------- | --------------------------- | ----------------------------------- |
| 白草山の登山道から望む御嶽山（2014年10月11日） | 御嶽山     | 3,067    | （一等）「御岳山」 （3,063.61m） | 北東 16.6                   | 乗鞍火山帯最南部の活火山 日本百名山 |
| 南山麓の岐阜県下呂市乗政から望む寺田小屋山（2014年10月18日）                                                                                       | 寺田小屋山 | 1,505.31 | 二等 「寺田小屋山」              | 北西 3.6                    | ぎふ百山                            |
| 白草山から望む箱岩山（2014年10月11日） | 箱岩山     | 1,669.30 | 三等 「箱岩山」                  | 北西 0.6                    |                                     |
| 小秀山方面から望む白草山、前衛の山は三国山（1,611m）、その下部の谷は白川（加子母川）の上流部、周辺はヒノキなどの林業が盛んな山域（2002年10月30日） | 白草山     | 1,641    |                                  | 0                           | ぎふ百山                            |
| 西方の白草山方面から望む三国山（長野県王滝村と岐阜県中津川市）、左端に鞍掛峠（2014年10月11日）                                                     | 三国山     | 1,610.99 | 三等 「三国山」                  | 東南東 2.5                  | ぎふ百山                            |
| 白草山から望む小秀山、山頂部に避難小屋（2014年10月11日）                                                                                           | 小秀山     | 1,981.86 | 二等 「小秀山」                  | 東南東 6.0                  | 阿寺山地の最高峰 日本二百名山       |

### 周辺の峠
- 鞍掛峠 - 山頂の東1.8 km、白草山と三国山との鞍部。
- 舞台峠 - 山頂の南5.8 km、拝殿山から南南西に延びる尾根にある峠で、竹原川と白川との分水嶺。下呂市と中津川市との境にあり、国道257号が通る。

### 源流の河川

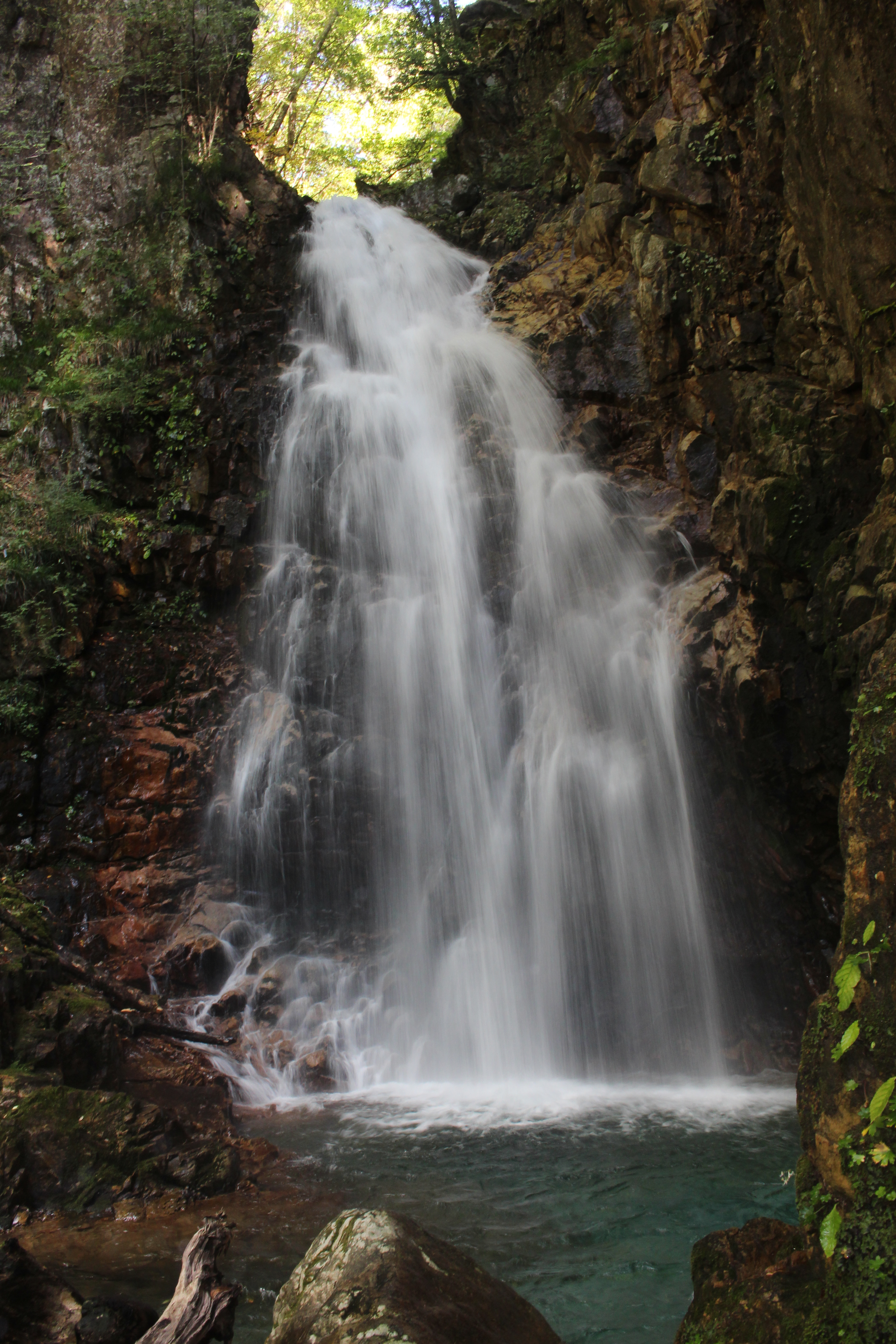
乗政大滝（落差21 m、岐阜県の名水50選）、飛騨川の支流の乗政川の上流域、岐阜県下呂市

木曽川水系の以下の支流を源とする山で、太平洋側の伊勢湾へ流れる。飛騨川の支流と王滝川の支流の分水嶺となる山。山頂の2.9東北東 kmに王滝川に三浦ダムがある。山頂の西北西2.9 kmに乗政川に、岐阜県の名水50選の一つに選定されている乗政大滝（落差21 m、標高850 m）がある。
- 竹原川、黒谷（乗政川の支流） - 飛騨川の支流
- 水無沢 - 王滝川の支流

### 交通・アクセス
周辺山域の西側の飛騨川沿いに国道41号が通る。山域の南側に国道257号、南西側に岐阜県道440号乗政下呂停車場線、南側に岐阜県道442号白草山公園線が通る。周辺の山域は林業が盛んな地域で、山域の多くはヒノキなどの植林地となっていて林道が敷設されている。南西山腹に広域林道下呂萩原線が通る。広域林道下呂萩原線から黒谷上流部側に黒谷林道が延びる。東山腹の長野県と岐阜県との県境の鞍掛峠を御岳御廐野併用林道が通り下呂市側と王滝村側を結び、2014年の御嶽山噴火に伴い、長野県側の区間が通行規制されている。
- 濃飛バス乗政線の終点「乗政温泉」バス停の東3.7 kmに位置する。
- JR東海の高山本線下呂駅の東8.6 kmに位置する[2]。
- 中央自動車道中津川インターチェンジの北北西39 km、東海環状自動車道美濃加茂インターチェンジの北東46 km、中部縦貫自動車道（高山清見道路）高山インターチェンジの南南東41 kmに位置する。

## 白草山の風景と眺望

### 白草山の風景

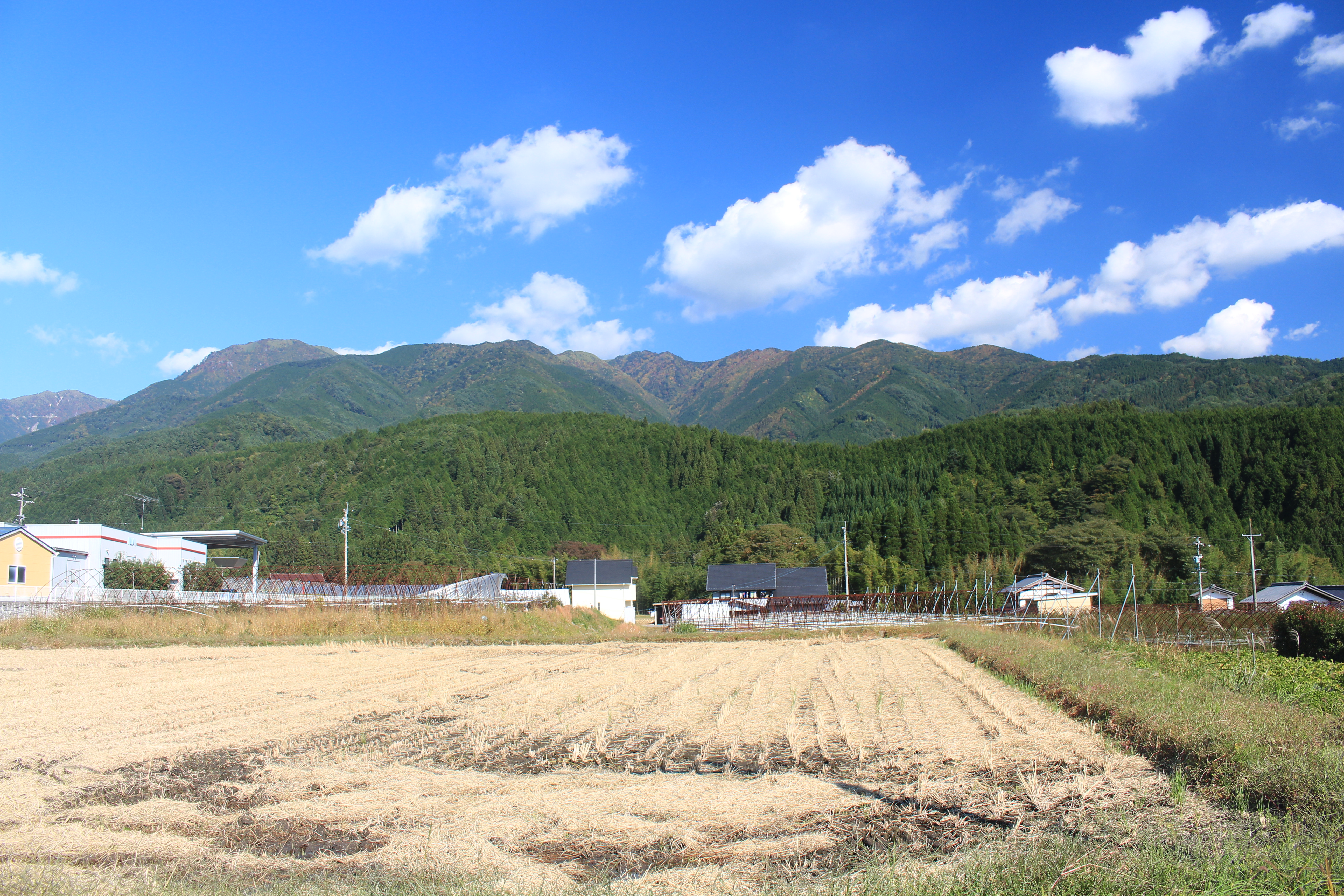
山麓の下呂市宮地から望む白草山 （2014年10月18日）
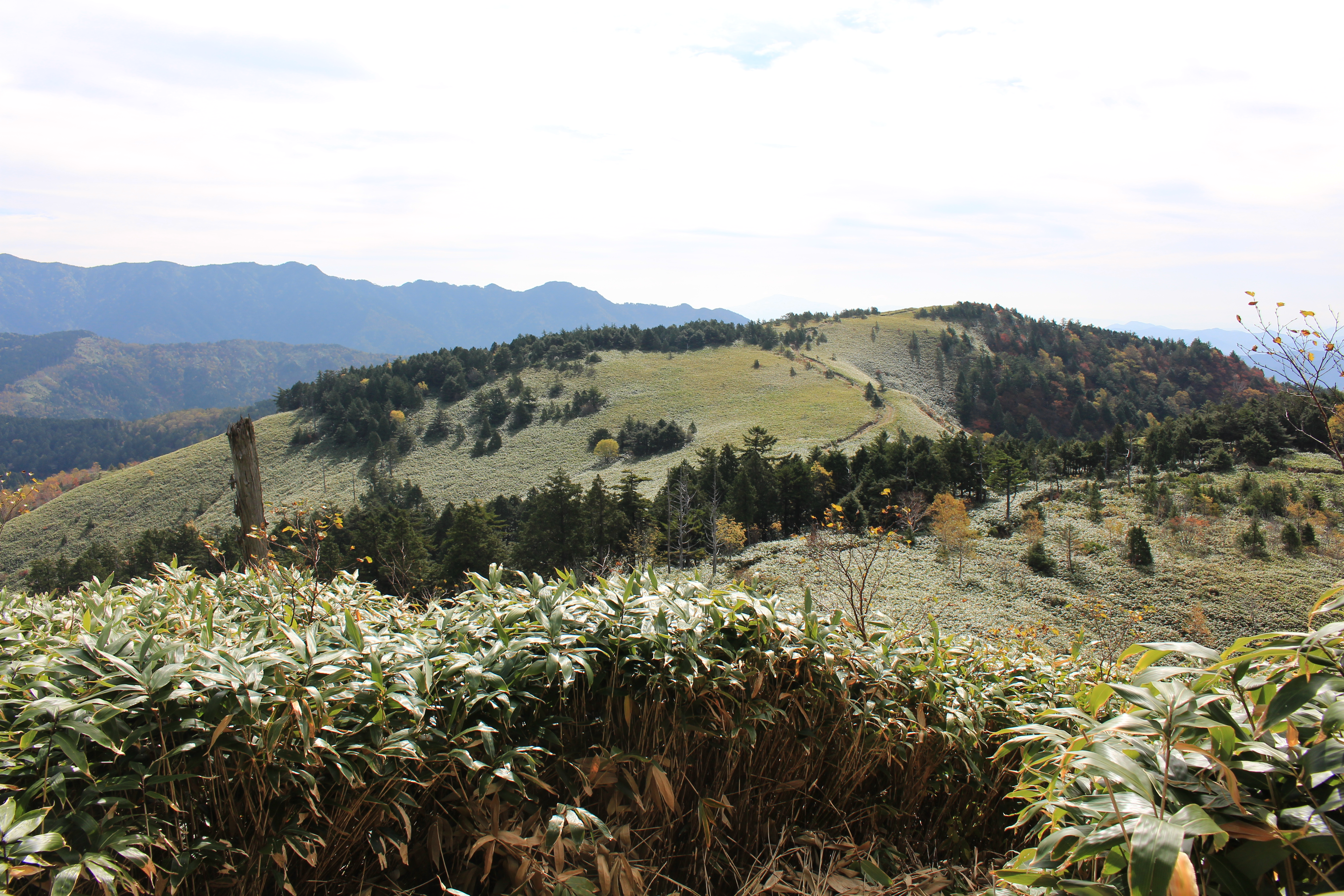
箱岩山から望む笹原が広がる白草山 （2014年10月11日）
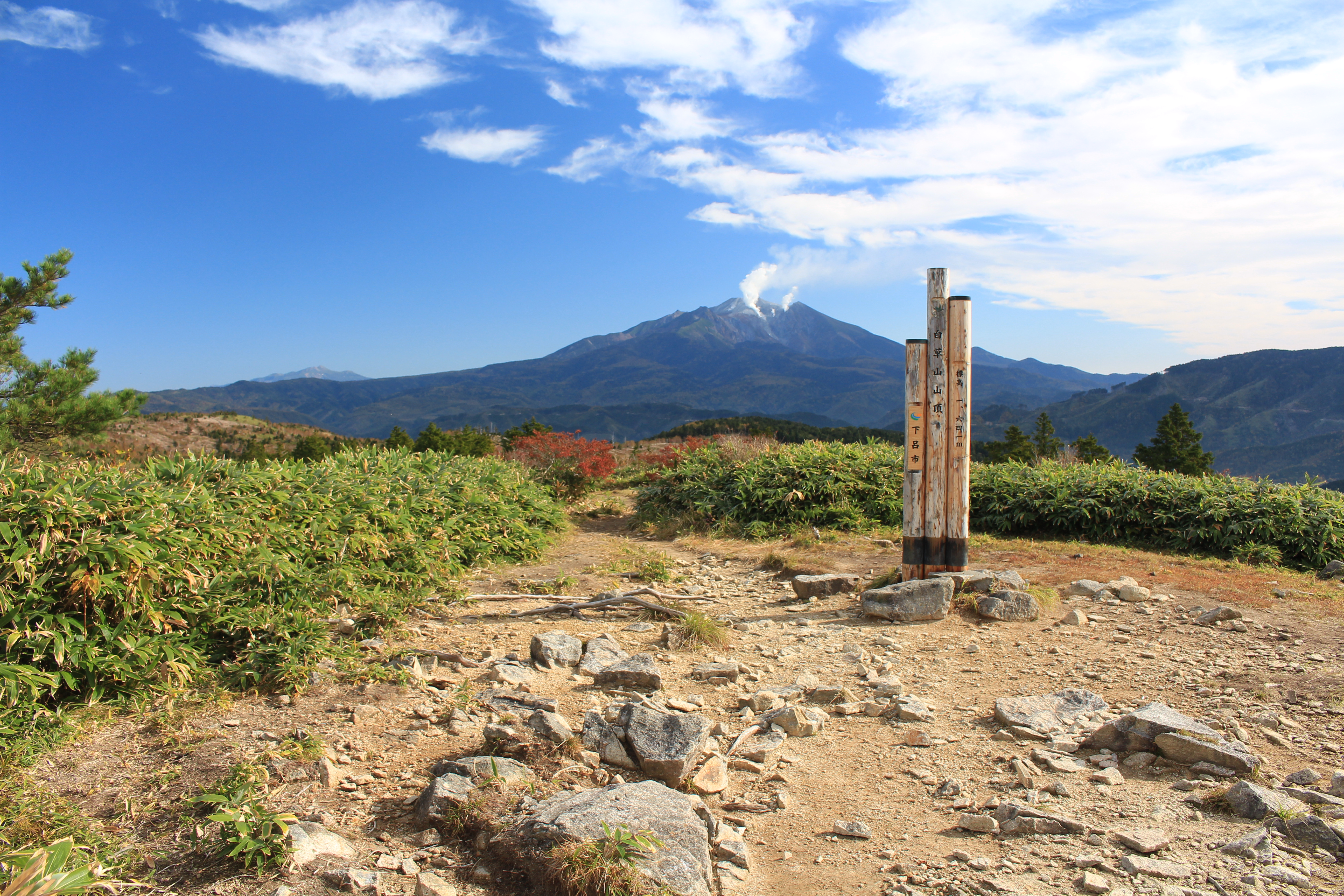
なだらかな白草山頂上 （2014年10月11日）

### 白草山からの眺望

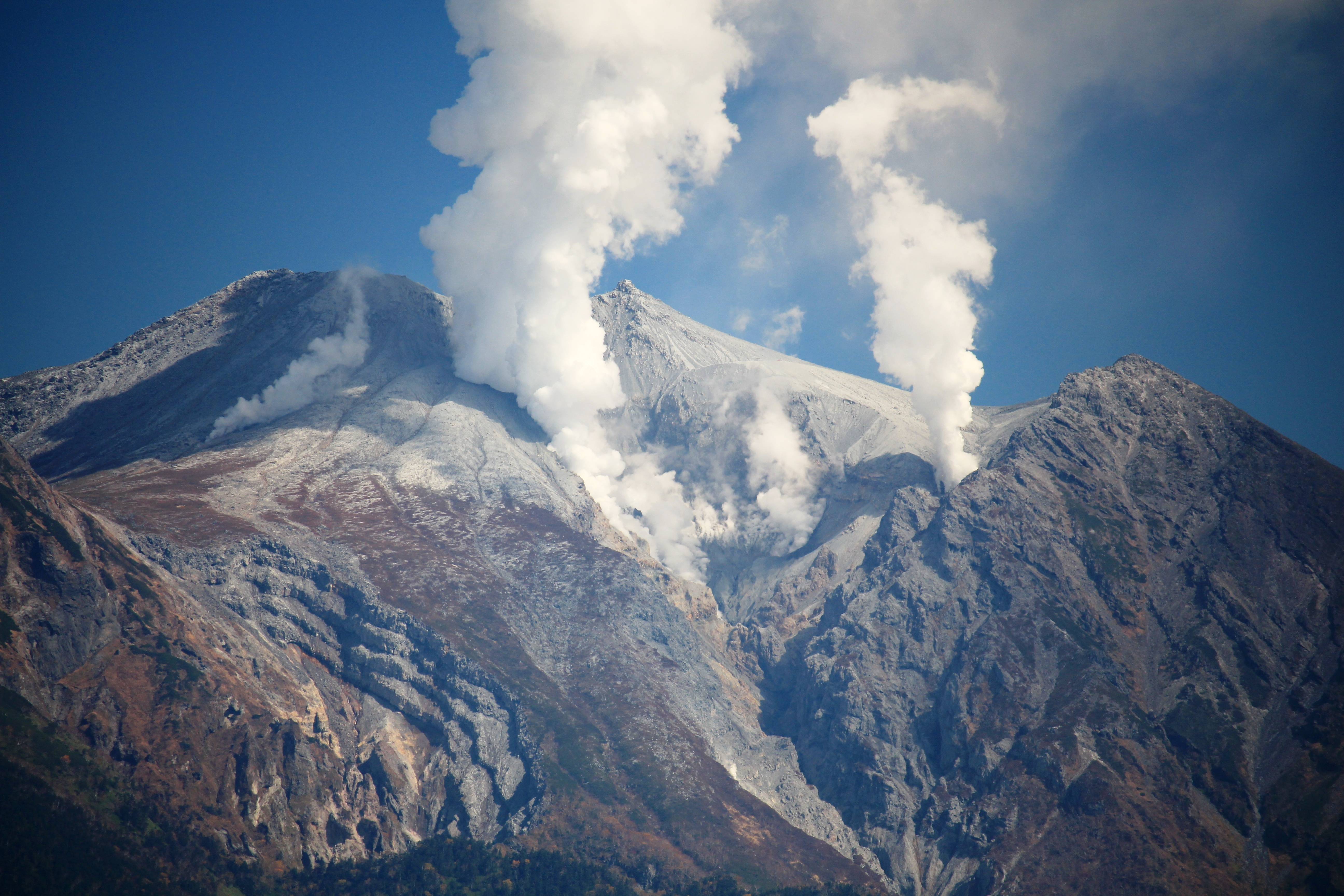
白草山から望む御嶽山の火山活動 （2014年10月11日）
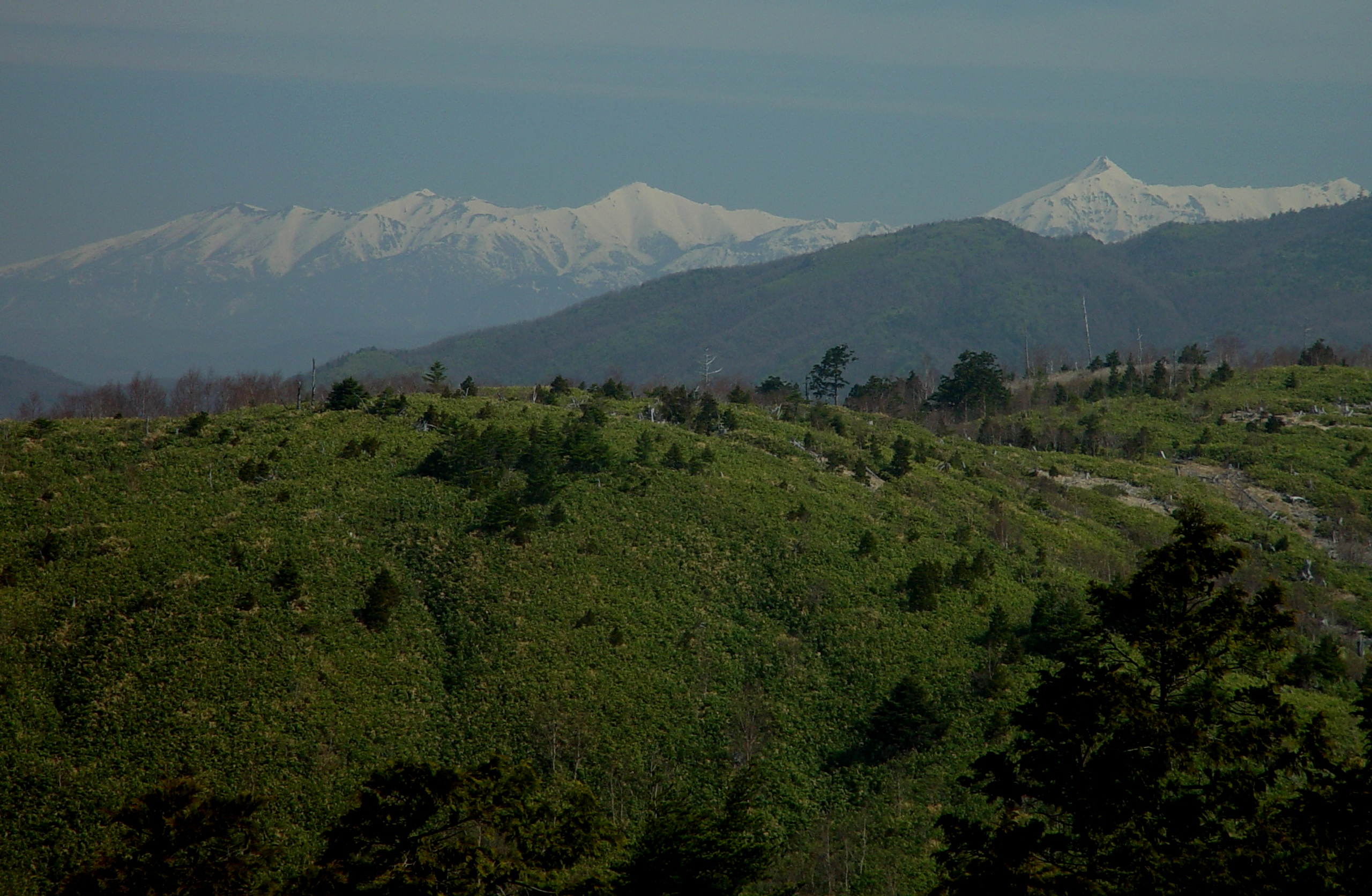
白草山から望む黒部五郎岳と笠ヶ岳 （2002年4月19日）
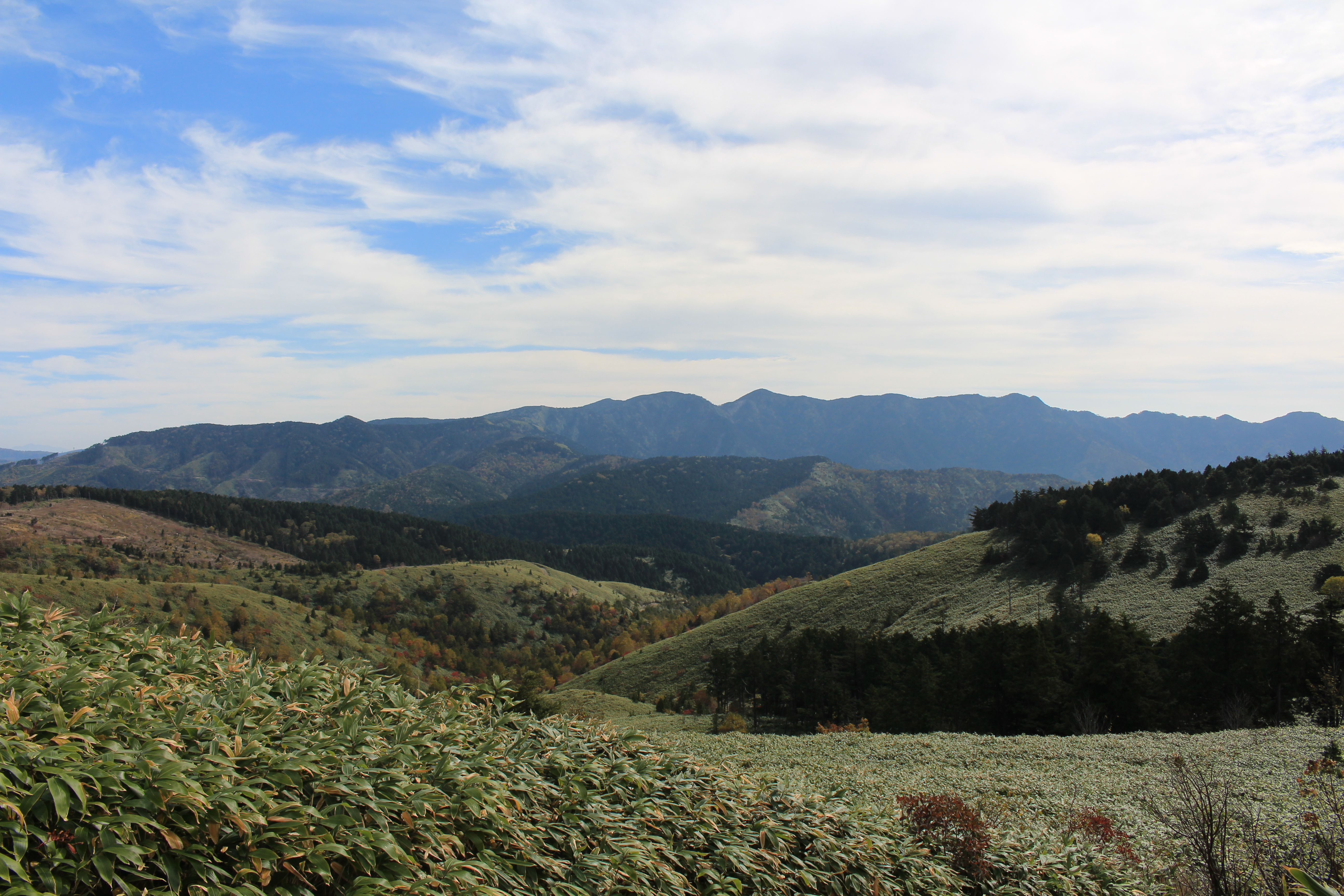
白草山から望む小秀山周辺の阿寺山地の山並み （2014年10月11日）